# ماثيو هاركنز
ماثيو هاركنز (بالإنجليزية: Matthew Harkins)‏ هو كاهن كاثوليكي أمريكي، ولد في 17 نوفمبر 1845 في بوسطن في الولايات المتحدة، وتوفي في 25 مايو 1921 في بروفيدنس في الولايات المتحدة.